# Franz Haider (Politiker, 1877)
Franz Haider (* 15. Mai 1877 in Friedburg, Oberösterreich; † 20. Oktober 1951 in Wien) war ein österreichischer Politiker (CSP).

## Leben
Franz Haider besuchte nach der Volksschule eine Bürgerschule und absolvierte im Anschluss eine Lehre zum Sattler und Tapezierer. In diesem Fach legte er auch später die Meisterprüfung ab. Dennoch fand Haider später Arbeit als Werkmann bei den Österreichischen Bundesbahnen. 1918 wurde er zum Obmann des Reichsverbands christlicher Eisenbahner gewählt, ein Amt, welches er bis 1934 innehatte.
Im selben Jahr – 1918 – wurde Haider auch Mitglied des provisorischen Wiener Gemeinderates, dem er bis 1932 angehören sollte. In der von Bürgermeister Jakob Reumann geführten Landesregierung bekleidete Haider von 1919 bis 1920 auch die Funktion eines Stadtrats.
Von November 1920 bis November 1923 saß Haider als Abgeordneter im österreichischen Nationalrat (I. Gesetzgebungsperiode), ehe er zuletzt von November 1923 bis Mai 1927 ein Mandat als Mitglied des Bundesrats (II. und III. Gesetzgebungsperiode) wahrnahm.
Nach 1932, nach seinem Ausscheiden aus dem Wiener Gemeinderat nahm Haider kein politisches und öffentliches Amt mehr an.
Er wurde am Hietzinger Friedhof bestattet.